# Pere Falcó Golondrina
Pere Falcó Golondrina fue un pintor español. Nació en Cherta, Tarragona, el 6 de junio de 1932 y murió en Barcelona el 23 de mayo de 2015. 

## Biografía
Procedente de una familia de jornaleros de Cherta, de muy pequeño mostró interés por la escultura y el dibujo, con los pocos recursos que tenía: modelar formas con el barro que dejaban las avenidas del Ebro o dibujar con carboncillos que quedaban del fuego de casa.  En 1946 la familia consiguió que le adjudicaran una beca para estudiar en las Escuelas Profesionales Salesianes de Sarriá en Barcelona y en 1950, después de obtener el título de maestro industrial en la especialidad de Decoración,  continuó trabajando como artesano. Al mismo tiempo, pero, decidió continuar su formación artística  en la Escuela de Artes Aplicadas y Oficios Artísticos de Barcelona (La Lonja), donde fue discípulo de Francesc Labarta. El 1952 ingresó en la Academia Baixas de Barcelona, centro considerado unos de los más destacados entre las instituciones privadas que se dedicaban a la ensenyança de las artes plásticas y que había sido fundado por la aquarelista Joan Baixas. En  1953 se hizo socio del Círculo Artístico de San Lucas de Barcelona y en 1956 obtuvo el Primer Premio de Pintura de esta institución. En 1960 obtuvo una beca de estudio del Círculo Maillol del Instituto Francés de Barcelona para ampliar estudios en París. En 1961 obtuvo el título de profesor de dibujo en la Real Academia Catalana de Bellas Artes de San Jorge y en 1972 se graduó en Artes aplicadas y oficios artísticos en la Lonja de Barcelona.  
En el año 1980 se licenció en Bellas artes por la Facultad de Bellas artes de la Universidad de Barcelona. Entre los años 1968 y el 1987, trabajó simultáneamente como profesor en la Escuela de Artes Aplicadas y Oficios Artísticos de Barcelona y también como catedrático de la especialidad de dibujo en la Facultad de Bellas Artes de la Universidad de Barcelona. En 1985 se doctoró "Cum Laude" con la tesis "Pedagogía del espacio interiorista". Fue vicedecano (1992-1998) y decano  de la Facultad de Bellas Artes de la Universitat de Barcelona (1998 - 2001).

## Obra

### Inicios informalistas
Su primera exposición individual tuvo lugar en 1960 en la Casa del caballero Despuig de Tortosa, presentada por el poeta Manel Pérez Bonfill. Pere entendía que el artista tenía que expresarse mediante la materia y veía claro que su obra iba camino de la abstracción, por el proceso de simplificación y de eliminación de todo lo que consideraba accesorio. Artistas de la Escuela de París, en especial Hans Hartung, lo influyeron cuando amplió estudios en París y de vuelta en Barcelona, se interesó por el grupo Dau al Set, en especial por Antoni Tàpies, a quien admiraba. Del 20 de mayo al 2 de junio de 1961 expuso conjuntamente con Teodoro Asensio en las Galerías Jaimes de Barcelona, presentada por José María Valverde y que recibió una buena crítica de Josep Corredor Matheos  y del crítico Alberto de Castillo. A partir de ese momento, el camino comenzado hacia la abstracción se consolida  con unos excelentes trabajos agrupados bajo el nombre genérico de Abstracción que representan la introducción llena dentro de la tendencia formalista. Si bien es cierto que muchos artistas en estos años se incorporaron a este movimiento, el trabajo de Falcó tenía características propias. Usando la técnica de la cera, muestra una explosión de color nada frecuente en el informalismo catalán y trabajando con un mínimo de recursos. En febrero de 1963 expone en las Galerías Kira de Palma de Mallorca, presentada por Josep Corredor Matheos. Entre los años 1963 y 1971, no expone individualmente, pero sí en exposiciones colectivas en los Salones de Mayo de Barcelona y con los antiguos becados del Círculo Maillol, entre otros. 

### La presencia del hombre
Lo obra Presencia en el tiempo (1970) marcó una nueva etapa en que vuelve a la figuración de una manera muy libre y que tiene el hombre como protagonista central. Según Antonio Salcedo es una obra con una fuerte carga simbólica que tuvo una proyección importante en la futura producción del artista. Esta obra dio paso a la exposición de dibujos que en mayo de 1971 realizó en el Instituto Franciscano de Apostolado, presentada por J. Corredor Matheos. Santos Torroella comentó que el artista exhibía un conjunto de técnicas variadas: grafito, tinta, polvorización, el grattage, capas de papel desprendidas, plástico y papel de seda porque le interesaba trabajar las potencialidades de los materiales y su mezcla, para expresar la reacción al ambiente, a los medios audiovisuales, la seriación del hombre, la guerra, el amor, la libertad y el destino. Eran los últimos años del franquismo, pero la situación de opresión y de carencia de libertad se continuaba notando y esta exposición hace referencia a la censura y el aislamiento del hombre. La figura humana es el tema en exclusiva de la exposición a la Galería Seny - especializada en obra gráfica-  en 1975 en Barcelona. Cuerpos fragmentados con fuertes volumetrías que le dan un cariz escultórico, conseguido con un mínimo de medios, usando solamente el blanco y negro, y que responden a la situación que se vivía en los últimos días del dictador, la conciencia de la mutilación sufrida por tantos años de opresión. Según Imma Julián, se  destacaban dos tendencias: una figurativa adscrita al expresionismo y una de abstracta relacionada con la vertiente americana. En otoño de 1980 expuso en los Amigos de Las Artes de Tarrasa, presentada por Daniel Giralt-Miracle, con obras que físicamente tienen dos partes, la mitad de la izquierda, tensa, crispada, dinámica que corresponde a la presencia temporal del hombre, a su espíritu, en sus estados anímicos, y la derecha, relajada, assuavida, armoniosa, con un tratamiento del color que nos remite en el espacio inalcanzable.

### El juego de la dualidad
En el año 1983 vuelve a exponer en la Galería Seny, donde expuso los dípticos, cuadros de espacio lleno y espacio vacío. Durante toda la década de los ochenta trabajó en este juego del sistema dual. El pintor centró el trabajo en la idea que las cosas son y no son, las personas existimos y no existimos, e incluso, los objetos tienen una presencia que después desaparece. La obra de estos años es una evolución del anterior pero se identifica con los postulados de la pintura que se realizaba a escala internacional, el neoexpressionismo alemán, la transvanguardia italiana y la nueva pintura de Nueva York. Con Hombre y espacio (1982), representativa de esta época, ganó la IX Medalla Gimeno del Ayuntamiento de Tortosa, y que se expone al Museo de Tortosa.

### El eterno regreso y la presencia de la naturaleza
A finales de los ochenta, continuó tratando los mismos temas pero  hubo una evolución hacia una mayor libertad en el uso del color y la forma. En los noventa, la pintura de Pere Falcó se empezó a poblar de signos y símbolos. En abril de 1991, presenta una exposición a la Galería Lleonart, con fuerte carga ideológica  comentada por el crítico Francesc Miralles. Dos años más tarde vuelve a exponer en la misma galería, presentada por Arnau Puig. En el año 1995 vuelve a exponer en Tortosa en el Centro del Comercio, presentada por Josep Corredor-Matheos. y comentada por F. Gonzàlez Cirer, en que hay una gran presencia de la memoria, momentos vividos. Entre 1994 y 1995 la naturaleza entra con fuerza en su producción, a veces solo insinuada por una elementos vegetales y también por pájaros, mezclados con símbolos como la escalera, que para Rosa Vázquez son elementos que facilitan la explicación artística del paso del tiempo y según Conchita Oliver hay un diálogo entre las vivencias externas del artista y su energía interna. En octubre de 2000 expuso en la galería Jordi Barnadas; Imma Julián insiste en la confluencia del pasado, el presente y el futuro con la combinación de elementos referenciales y poéticos diversos.

### La obra mural y los vitrales
Por su formación, Pere Falcó conocía el mundo referencial y artístico cristiano y esto lo llevó a aceptar encargos de tipo religioso. Era consciente de que este tipo de obras tenían que someterse a un programa iconográfico que dependía de la historia que se tenía que narrar. No obstante, se toma ciertas libertades en la manera de ejecutar la obra. 
En 1957 creó un mural para la sacristía de la iglesia de la Asunción de Cherta y en 1981  hizo un fresco en honor a San Martín que incorpora escenas de las grandes riadas. En el año 1959 recibe el encargo de una obra mural para la iglesia parroquial de Llagostera (Gerona), donde también decoró la sacristía. En el año 1970 decoró el ábside de la iglesia de San Esteban de Sasroviras y en 1983, una capilla lateral. En la iglesia de los Salesianos de Horta, Barcelona creó un vitral en 1984, donde representa el tema de la Creación.